# Bahnhof Kensal Green

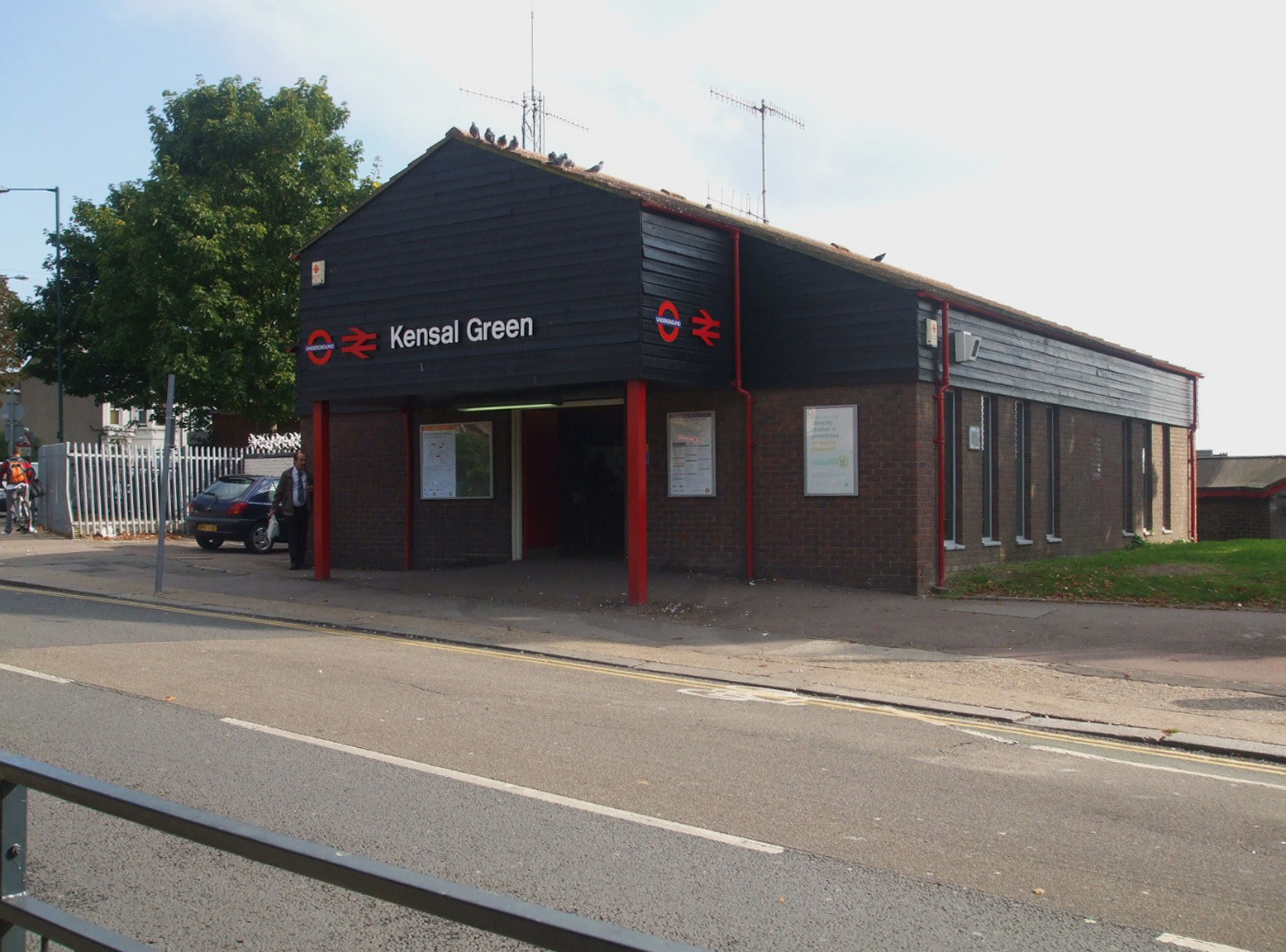
Stationsgebäude

Kensal Green ist ein Bahnhof im Stadtbezirk London Borough of Brent. Er befindet sich in der Travelcard-Tarifzone 2, zwischen der Harrow Road und der Mortimer Road. Der Bahnhof wird einerseits von London-Overground-Vorortszügen zwischen London Euston und Watford Junction bedient, andererseits von der Bakerloo Line der London Underground. Im Jahr 2014 nutzten 2,28 Millionen U-Bahn-Fahrgäste den Bahnhof, hinzu kommen 0,891 Millionen Fahrgäste der Eisenbahn.
Die Eröffnung des Bahnhofs erfolgte am 1. Oktober 1916 durch die London and North Western Railway (LNWR), vier Jahre nachdem diese den elektrischen Vorortverkehr auf parallel verlaufenden Gleisen (die so genannte Watford DC Line) aufgenommen hatte. Züge der Bakerloo Line fuhren hier bereits seit dem 10. Mai 1915 auf dem Weg nach Willesden Junction durch.